# 國華航空7623號班機空難
國華航空7623號班機空難是1998年3月18日在台灣發生的一次航空事故。於當地時間晚間7點29分起飛後不久，從新竹機場飛往高雄國際機場的這架薩博340B墜入台灣海峽。事故造成13人（全部）死亡，包括乘客和機組員。這是當時最嚴重的薩博340事故。此外，截至2020年3月，該事故的死亡人數是過去第二高。此外，這次事故還促使國家運輸安全調查委員會的成立。

## 事故飛機
發生事故的這架薩博340B（註冊編號B-12255）於1993年製造。它的總飛行時間為8,076小時。此外，它還配備了兩具渦輪螺旋槳發動機。

## 機組成員
7623航班有兩名飛行員和三名空服員。機長的總飛行時間為10,900小時，而他在薩博340上的飛行時間為6,400小時。副駕駛員的總飛行時間為300小時，並於2月25日剛剛完成訓練。事故發生當天，機長工作了11個多小時，已經進行了9次飛行。

## 事故過程
7623航班是從新竹至高雄的定期國內航班。事故發生當天的能見度很差。在執行起飛前檢查清單時，飛行員注意到設備故障。此故障會禁用自動駕駛儀，左側電子飛行儀表系統（EFIS），左側和右側飛行控制器，左側無線電磁指示器，及EFIS比较器閥。第二台发动机除冰器上的放气阀仍处于打开状态。由于放气阀保持打开状态，第二个发动机温度比正常高15度。
19時29分，7623航班从05号跑道起飞。由於起飛後自動駕駛儀不可用，因此機長手動駕駛。另外，偏航阻尼器也不起作用，因此有必要使舵比平時更精細地操作。但是，根據數字飛行數據記錄器（DFDR）的記錄，機長未執行此操作。起飞后，飞行员手动调节油门以匹配左右发动机的温度。结果，推力在左右两侧变得不对称，飞机开始向右倾斜。但是，机长没有注意到飞机在向右转，因为一些仪器无法正常運作。
19時31分，機長注意到方位錯誤，並要求副駕駛員看一下磁羅經。但是，副駕駛沒有回應。機場雷達在7623航班上確認的最後一個高度是2,700英尺（820 m），之後機影消失了。DFDR称，飞机向右倾斜71.7度，坠落时机头降低了15.8度。
到凌晨1:00，在新竹市海上约2公里处发现了飞机的残骸。

## 事故調查
飞机残骸的搜救行動由中華民國海軍、中華民國警察进行的。回收的屍體受到嚴重破壞，一些專家指出飛機上可能發生爆炸。但是，民航局表示不太可能。也有人猜测这架飞机被中华民国空军一枚导弹击落，但中華民國国防部对此予以否认。4月21日，调查委员会将碎片发送给警方，以检查火药等残留物。作为检查的结果，在碎片中未发现诸如火药的残留物。
根据官员的说法，7623航班本应在起飞后向左转。但是，雷達記錄顯示7623班機向右轉，先是爬升，然後是下降。还据推测，这架飞机是在这个高度下拆卸的，因为它在2,700英尺（820 m）处从雷达上消失了。
民航局宣布機械故障引起事故。飞行记录仪分析估计，7623航班以340节（630 km/h）的速度坠入海中。
2001年6月5日，調查委員會發布了最終報告。报告指出飞行员的失误是事故的原因。由于设备故障，即使飞机上的多种仪器无法使用且不符合「最低裝備需求表（MEL）」的運行驗收標準，飞机仍飞行。飛行員也沒有遵循標準程序。除此之外，夜间起飞不允许目视飞行，最终飞行员失去了态势感知能力。

## 事故发生后
連戰（時任中華民國副總統）表示慰问。
事故發生後，國華航空沒有回應媒體的採訪。交通部民用航空局已要求國華航空暫停薩博340的運營，直到事故原因被發現為止。結果，國華航空的從台中和高雄到馬公市的所有航班均被取消。
由於兩年內發生了三起致命事故（1996年的7613號班機空難及1997年的7601號班機空難），國華航空於1998年3月20日暫停了無限次飛行，所有航線均被取消。停權於4月4日取消。此外，從1989年到1998年，國華航空公司共發生了9起全損事故，其中包括這次事故。國華航空於1999年被華信航空吸收合併。
1998年，台灣發生了多航空事故。在此事故之前，發生了中華航空676航班墜毀和德安航空的直升機墜毀。對此，行政院於同年5月成立了航空器飛航安全委員會。